# Bobby Jackson
Bobby Jackson (ur. 13 marca 1973 w East Spencer) – amerykański koszykarz, występujący na pozycji rozgrywającego, laureat nagrody dla najlepszego rezerwowego sezonu, po zakończeniu kariery zawodniczej trener koszykarski, od 2023 asystent trenera Philadelphia 76ers.
Brał udział w jednym z głośnych skandali NCAA. Dwa lata po opuszczeniu uczelni, kiedy grał już w NBA, udowodniono mu i 20 innym graczom Minnesota Golden Gophers, iż zaliczyli pewne kursy dzięki jednemu z byłych pracowników akademickich. W związku z powyższym anulowano mu wszelkie indywidualne osiągnięcia sportowe, a drużynie wszelkie wyniki z lat 1993–1999. Jackson przepraszał wielokrotnie po zaistniałym incydencie.
W sezonie 2001/2002 zajął drugie miejsce w głosowaniu na najlepszego „szóstego” zawodnika ligi.
Po zakończeniu kariery sportowej pozostał w Sacramento jako ambasador zespołu, a następnie skaut. W 2011 został natomiast asystentem trenera. We wrześniu 2013 roku został zatrudniony przez klub Timberwolves jako asystent trenera do spraw rozwoju zawodników.
5 września 2023 został asystentem trenera Philadelphia 76ers.

## Osiągnięcia
Na podstawie, o ile nie zaznaczono inaczej.
NCAA
(osiągnięcia anulowane z powodu skandalu związanego z oszukiwaniem przy zaliczeniach)
- Uczestnik NCAA Final Four (1997)
- Zawodnik Roku Konferencji Big Ten (1997)[7]
- Obrońca Roku Konferencji Big Ten (1997)[8]
- Chicago Tribune Silver Basketball (Big Ten MVP – 1997)
- Wybrany do:
  - I składu:
    - Big Ten (1997 przez trenerów)
    - NCAA Final Four (1997 przez Associated Press)[9]

  - II składu All-American (1997)[10]

NBA
- Najlepszy rezerwowy sezonu (2003)[1]
- Wybrany do II składu debiutantów NBA (1998)[11]